# Stierkult (ägyptische Mythologie)
Stierkulte der Mythologie des  Alten Ägyptens gab es vor allem an drei Orten: in Heliopolis, in Memphis und in Theben. In Heliopolis wurde der Mnevis-Stier als Verkörperung des Gottes Atum-Re verehrt, in Memphis der Apis-Stier als Verkörperung des Gottes Ptah und in Theben der Buchis-Stier als Verkörperung des Gottes Month. 
In Darstellungen wird schon früh eine Verbindung dieser Gottheiten zu Stieren festgestellt. Eine Haltung lebender Stiere ist jeweils erst spät nachgewiesen. Unter den Ptolemäern erlebten diese Kulte ihren Höhepunkt mit Zuchtfarmen und Friedhöfen wie beispielsweise das Serapeion in Sakkara gegenüber von Memphis und das Bucheion in Armant im Süden von Theben.